# Salsette

Topografische kaart van Salsette en omgeving

De zeven eilanden van Mumbai, voordat ze tot één geheel werden gesmeed als het zuidelijk deel van Salsette

Salsette (Marathi: Sashti/साष्टी) is een eiland voor de Indiase westkust, in de staat Maharashtra. Op het eiland ligt de miljoenenstad Mumbai, en meerdere voorsteden, waaronder Thane. Het eiland heeft een oppervlakte van 436 km².

## Geografie
Het huidige eiland bestond oorspronkelijk uit meerdere aparte eilanden die tijdens de negentiende en twintigste eeuw tot één groot eiland samengevoegd zijn. Het grootste deel hiervan was het resultaat van het project Hornby Vellard, dat in 1845 klaar kwam. In het noorden wordt het eiland van het vasteland gescheiden door de Vasai-kreek, in het noordoosten door de rivier de Ulhas, in het oosten door de kreek de Thane-kreek en de haven van Mumbai, en in het zuiden en westen door de Arabische Zee.
De binnenstad van Mumbai ligt op een schiereiland in het uiterste zuiden van Salsette. De rest van het eiland wordt ingenomen door buitenwijken en voorsteden van Mumbai. De stad Thane, nu ook een voorstad van Mumbai, ligt in het noordoosten van het eiland, bij de gelijknamige Thane-kreek.
Delen van het eiland zijn heuvelachtig, ook al zijn wel veel heuvels afgegraven om het eiland te vergroten, om ondieptes op te vullen en om de voormalige eilanden met elkaar te verbinden. In het noorden ligt het Nationaal park Sanjay Gandhi, voorheen Nationaal park Borivali. Dit nationaal park wordt beschouwd als het grootste binnen stadsgrenzen gelegen nationaal park ter wereld. Tevens bevindt zich daar met 468 meter het hoogste punt van het eiland. Aan de rand van het eiland bevinden zich enkele draslanden (incl. mangrove), stranden en brakwaterkreken. Er zijn drie grote meren op het eiland; Powai, Tulsi en Vihar. De Mithi (Mahim), Oshiwara en de Dahisar zijn drie kleine rivieren die ontspringen in het nationaal park en uitmonden in de Arabische Zee.
Bestuurlijk behoort het eiland voor het grootste deel tot de gemeente Mumbai. Daarnaast is het eiland verdeeld in drie districten van Maharashtra; Mumbai Stad (Mumbai City), Mumbai Suburbaan (Mumbai Suburban) en een klein deel van het district Thane. Het grootste deel van het district Thane ligt echter op het vasteland.